# Романово-Ґурне
Романово-Ґурне (пол. Romanowo Górne, нім. Romanshof Obergemeinde) — село в Польщі, у гміні Чарнкув Чарнковсько-Тшцянецького повіту Великопольського воєводства.
Населення — 461 особа (2011).
У 1975-1998 роках село належало до Пільського воєводства.

## Демографія
Демографічна структура станом на 31 березня 2011 року:
|          | Загалом | Допрацездатний вік | Працездатний вік | Постпрацездатний вік |
| -------- | ------- | ------------------ | ---------------- | -------------------- |
| Чоловіки | 230     | 55                 | 156              | 19                   |
| Жінки    | 231     | 55                 | 128              | 48                   |
| Разом    | 461     | 110                | 284              | 67                   |